# Distrito de Lakhimpur Kheri
Lakhimpur Kheri (en hindi; लखीमपुर खीरी ज़िला, urdu; لکھیم پور کھیری ضلع) es un distrito de India en el estado de Uttar Pradesh. Código ISO: IN.UP.LK.
Comprende una superficie de 7 680 km².
El centro administrativo es la ciudad de Lakhimpur.

## Demografía
Según censo 2011 contaba con una población total de 4 013 634 habitantes.